# Scientific Monthly
Die populärwissenschaftliche Zeitschrift The Scientific Monthly war Oktober 1915 von James McKeen Cattell (1860–1944) gegründet und durch The Science Press in New York vertrieben worden.
McKeen Cattell hatte bereits 1900 die Redaktion der seit 1872 erscheinenden Wissenschaftszeitung Popular Science Monthly übernommen und so ab 1901 seinem eigenen Verlag Science Press Aufträge verschafft. In einer redaktionellen Mitteilung im Septemberheft 1915 suggerierte er seinen Lesern, mit dem neuen Namen The Scientific Monthly eine breitere Akzeptanz erreichen zu wollen. Mit Beginn des Jahres 1916 vertrieb er jedoch fortan monatlich zwei Wissenschaftszeitschriften. Beide hatten einen Umfang von ca. 100 Seiten und wurden halbjährlich in Sammelbänden gebunden. Sie befassten sich beide mit aktuellen Entwicklungen auf allen Gebieten einer technisierten Gesellschaft in den USA.
The Scientific Monthly wurde Ende 1957 eingestellt und die Redaktion von der Zeitschrift Science übernommen, Popular Science erscheint dagegen noch heute monatlich.

## Internetarchiv
Erste Ausgaben bis 1923 sind über das Internetarchiv zugänglich.
- Index Vol. 1
- Index Vol. 2
- Index Vol. 3
- Index Vol. 4
- Index Vol. 5

- Index Vol. 6
- Index Vol. 7
- Index Vol. 8
- Index Vol. 9
- Index Vol. 10

- Index Vol. 11
- Index Vol. 12
- Index Vol. 13
- Index Vol. 14
- Index Vol. 15

- Vol. 1 (Oct-Dec 1915).
- Vol. 2 (Jan-Jun 1916). - Vol. 3 (Jul-Dec 1916).
- Vol. 4 (Jan-Jun 1917). - Vol. 5 (Jul-Dez 1917).
- Vol. 6 (Jan-Jun 1918). - Vol. 7 (Jul-Dec 1918).
- Vol. 8 (Jan-Jun 1919). - Vol. 9 (Jul-Dec 1919).
- Vol. 10 (Jan-Jun 1920). - Vol. 11 (Jul-Dec 1920).
- Vol. 12 (Jan-Jun 1921). - Vol. 13 (Jul-Dec 1921).
- Vol. 14 (Jan-Jun 1922). - Vol. 15 (Jul-Dec 1922).